# Bundesinstitut für gesundheitlichen Verbraucherschutz und Veterinärmedizin
Das Bundesinstitut für gesundheitlichen Verbraucherschutz und Veterinärmedizin (BgVV) mit Sitz in Berlin war eine Bundesoberbehörde, die am 1. Juli 1994 im Zuge der Auflösung des Bundesgesundheitsamts (BGA) gegründet wurde. Sie bestand im Wesentlichen aus zwei ehemals dem BGA zugeordneten Instituten: dem Max-von-Pettenkofer-Institut und dem Robert-von-Ostertag-Institut.
Aufgabengebiete des Instituts waren Chemikalienbewertung und Tierarzneimittelzulassung.
Im November 2002 wurde das Institut aufgelöst und ging zum großen Teil in das Bundesinstitut für Risikobewertung (BfR) und zum kleineren Teil in das Bundesamt für Verbraucherschutz und Lebensmittelsicherheit (BVL) ein. Der Institutsteil Jena ging in das Friedrich-Loeffler-Institut, Bundesforschungsinstitut für Tiergesundheit (FLI) über. Alle Einrichtungen gehören zum Geschäftsbereich des Bundesministeriums für Ernährung und Landwirtschaft.